# 布施左京進
布施 行盛（ふせ ゆきもり）は、戦国時代から安土桃山時代にかけての武将。大和の国衆・布施氏の当主。布施氏は置始姓。通称は左京進で、諱が行盛。15世紀の行忠・行種・行国との系譜関係は不明。『多聞院日記』など同時代史料には「左京進」として登場するが、談山神社文書により諱が確定できる。

## 略歴
筒井氏関連の系図によると妻は筒井順昭の娘（順慶の妹）とされるが、年代的にはかなりのずれがあり、そのまま認める事は難しい。
初見は『畠山家記』天文20年（1551年）で、「布施兵部藤原行盛、太郎左衛門春行は箸尾宮内高春の幕下であったが、芳賀伝内助延と親しみ深く通じ合って畿内の様子をうかがっている」とある。
永禄元年（1558年）10月11日に、多武峰に起請文を収めている（『談山神社文書』）。
永禄6年（1563年）5月、箸尾高春に従い、松永久秀の多武峰攻めに従軍（『畠山家記』）。この時までに松永方に与していたと思しい。
永禄8年（1565年）11月に筒井順慶が松永久秀に居城の筒井城を奪われた際、筒井方に寝返り、詰め城の布施城に順慶を迎え入れた。布施氏の人質は翌12月に串刺しにされた。以降、劣勢の筒井方を支えて活躍する。殊に、松永方の高田氏を完膚なきまでに叩く戦功をあげた。
天正5年（1577年）8月24日、孫・弥七により自害に追い込まれる。
これにより、布施氏の嫡流は絶えたと考えられ、「行×」の諱を持つものは見られなくなる。春行、春次、慶春ら一族は筒井家に仕え、伊賀国替えに従ったものもいた。また、大坂の陣に際し、豊臣方に加わって郡山城を襲った大和衆の中に、布施氏の人物が見える。『山本豊久私記』には「布施弥七郎」と家督らしき人物が見えるが、これと行盛を自害に追い込んだ弥七が同一人物かは不明。